# 魔女の宅急便 (2014年の映画)
『魔女の宅急便』（まじょのたっきゅうびん、英題：Kiki's Delivery Service）は、2014年3月1日公開の日本映画。監督は清水崇、主演は小芝風花。角野栄子の児童書『魔女の宅急便』の実写映画化作品。
1989年公開のスタジオジブリ制作のアニメ映画版『魔女の宅急便』は原作の1巻を基にしているが、本作は1巻と2巻を基にしており、アニメ映画版とは異なる物語、世界観となっている。

## キャスト
| - キキ - 小芝風花 （0歳：野村琴葉 / 3歳：横溝菜帆 / 6歳：原涼子） - とんぼ - 広田亮平 - おソノ - 尾野真千子 - フクオ - 山本浩司 - すみれ - 吉田羊 - ナヅル - 新井浩文 - 園長 - 志賀廣太郎 - モリオ - 文曄星 - アッチ - 段文凝 - ジジ（声） - 寿美菜子 - タカミ・カラ - YURI - ナツメ - 若山耀人 - マル - 須田琉雅 - ミズミ - 井上琳水 - サキ - 金澤美穂 - タカ - 松原菜野花 - トン - 松岡佑実 - ミル - 植田紗帆 - サリ - 戸部日菜子（乳児期：藤塚菫） - イズ - 和泉ちぬ | - モーラ - 原扶貴子 - シギ - 宮地眞理子 - ユーリ - 村田唯 - カジカ - 麻亜里 - パンを受け取る客 / ナレーション - 角野栄子 - ミア - 佐藤芽 - タスケ - 松下太亮 - ゴジ - 大田康太郎 - ワラビ - 藤井俊輔 - ノノ - 高本華瑠 - コリコの町の子供たち - 小野田翔空 - ラジオDJ - LiLiCo - イシ先生 - 浅野忠信 - オキノ - 筒井道隆 - コキリ - 宮沢りえ |

## 製作
本作の正式な制作発表より前の2013年4月、海外映画情報サイトのTwitchは、噂であると前置きしたうえで、スタジオジブリのアニメ映画『魔女の宅急便』を基にした実写化が企画されており、『呪怨』などを手がけた清水崇が監督候補に挙がっていると報じた。これについてスタジオジブリは「関わっていない」と否定し、一方で、原作の刊行元の福音館書店は「お答えできない」と回答した。その後の同年4月24日、アニメではなく大元の児童書を原作とする実写映画版が清水崇の監督で制作されること、および、当時16歳の小芝風花が主演を務めることが発表された。小芝は本作が初主演作品となる。
プロデューサーの森重晃は、清水起用の理由について、他の数名の監督候補と比較して作品に対するモチベーションの高さとホラー映画でのVFX使用のセンスなどを評価したためとしている。また、同じくプロデューサーの梅川治男は、清水が監督した2009年公開の映画『非女子図鑑』のオープニングとエンディングがファンタジックだったことで声をかけたという。制作にあたり、清水は、世界的に評価されているアニメ版により大衆のイメージが固まっている中で実写版に挑戦することは「無謀」であるとしながらも「だからこそ挑戦したい」と語っている。
小芝は500人以上が参加したオーディションによって選ばれている。キャスティングに対してはインターネットを中心に議論が起き、一部の者が小芝のブログに批判を書きこんだこともあった。清水は「直前まで違う子がイチオシだったりしましたが、その後、ひっくり返りました。最終的には、彼女じゃないと、撮りたくないってところまでいったんです」と、採用のいきさつを語っている。
撮影は同年5月23日から東映東京撮影所で開始され、キキの実家などをスタジオ撮影しているほか、5月30日より香川県の小豆島にて、地中海の雰囲気を持つ場所にオープンセットを設置してのロケーション撮影が行われている。6月7日に行われたロケ現場のマスコミ公開には原作者の角野も訪れ、自らも望んでいたという実写化について「『魔女の宅急便』はアニメにもミュージカルにもなっていますが、いろいろなキキがあっていいと思います」とコメントし、実写版ならではの解釈に期待を寄せた。
小芝の演じるキキのビジュアルは、清水のアイデアにより「野生児」っぽさをイメージし、切りっぱなしに見える髪型を採用している。角野は小芝について「すごくかわいらしくてイメージ通りです。今まで生身のキキを見たいとずっと思っていました」「風花さんに会って、ひとみの中に強い意志と何か憂いがひそんでいるのを見たとき、この人からどんなキキが生まれてくるかと、心がときめきました」「スケートできたえたという体で、どんな飛び方を見せてくれるでしょう。たのしみです。『風』という字をすでに持っている風花さん、この『魔女の宅急便』という映画をほうきにして、大きな世界に旅立って下さい」と語っている。
なお、福音館書店は、本作の数年前に原作を基にしたハリウッド実写映画が企画されていたが実現しなかったと明かしている。

## スタッフ
- 原作 - 角野栄子『魔女の宅急便』（角川文庫刊・福音館書店刊）
- 監督 - 清水崇
- 脚本 - 奥寺佐渡子、清水崇
- 音楽 - 岩代太郎
- 主題歌 - 倉木麻衣「Wake me up」（NORTHERN MUSIC/BEING）
- 企画 - 小川富子
- エグゼクティブプロデューサー - 森重晃、修健
- プロデューサー - 梅川治男
- ラインプロデューサー - 梶川信幸
- 制作主任：高瀬大樹
- 撮影 - 谷川創平
- 美術 - 岩城南海子、伊藤豊
- VFXスーパーバイザー - 秋山貴彦
- 照明 - 金子康博
- 録音 - 深田晃
- 編集 - 高橋歩
- 音響効果 - 柴崎憲治
- 配給 - 東映
- 特別協力 - ヤマトホールディングス/ジャンボフェリー
- 企画 - スペースポンド
- 製作プロダクション - ステューディオスリー
- 製作委員会 - 「魔女の宅急便」フィルムパートナーズ（ステューディオスリー、東映、北京泰楽国際文化発展、KADOKAWA、D.N.ドリームパートナーズ、オリコム、日本テレビ放送網、木下グループ、安樂影片、ビーイング、こだま印刷、読売新聞社、MY Promotion、讀賣テレビ放送）

## 備考
- スタジオジブリによるアニメ映画版の世界観は「第二次世界大戦を経験しなかったヨーロッパの何処かの国」という設定であったが、本作では「魔女の存在が信じられている東洋の何処かの国」という設定になっている。作中では漢字・ひらがな・カタカナで表記された日本語が多く登場するほか、クリーニング屋の「すみれ」など日本人風の名前を持つ登場人物が多く、演じている俳優陣も全て日本人だが、舞台が日本とは明言されていない。
- 原作者の角野栄子が自ら本作のナレーションを担当している。

## 封切り
日本公開では全国281スクリーンで封切られ、2014年3月1日・2日の初週2日間の成績は動員11万6,857人、興収1億2,766万300円で全国映画動員ランキング（興行通信社調べ）3位を記録。ファミリー層をはじめとする幅広い観客を集め、大人6に対し子供4、男女比は4対6で、子供層では特に女児に訴求した結果となった。
初日舞台あいさつ上で海外配給の決定が発表され、2014年4月17日より香港とシンガポールで上映されたことを皮切りに、各国で上映されている。

## 評価

### 受賞
- 第57回ブルーリボン賞[15]
  - 新人賞 - 小芝風花
- 第24回日本映画批評家大賞[16]
  - 新人女優賞（小森和子賞） - 小芝風花
- VFX-JAPANアワード 2015[17]
  - 劇場公開実写映画部門（優秀賞）

## 関連商品
- 書籍 - 2014年2月7日発売。「魔女の宅急便 魔女レシピ〜キキになれるかな〜」というタイトルで、小芝風花のフォトブックとなっている。
- DVD - 2014年9月19日発売。Blu-ray版およびDVD版の2種類。セル版の特典映像にはメイキング映像や映画公開前後のプロモーション風景、タカミ・カラが劇中で歌う「VOICE」のMVが収録されている。